# Carex subinflata
Carex subinflata är en halvgräsart som beskrevs av Ernest Nelmes. Carex subinflata ingår i släktet starrar, och familjen halvgräs. IUCN kategoriserar arten globalt som sårbar. Inga underarter finns listade i Catalogue of Life.